# Ригель, Кристина
Кристина Ригель (нем. Christina Riegel; род. 25 августа 1965 года, Штутгарт, ФРГ) — фигуристка из Германии (ФРГ), выступавшая в одиночном и парном разряде. В паре с Андреасом Нишвицем она — серебряный призёр чемпионата Европы 1981, бронзовый призёр чемпионата мира 1981 и трёхкратная чемпионка Германии 1979 — 1981.
После завершения в 1981 году спортивной карьеры Кристина некоторое время работала на телевидении на канале «Das Erste».
К. Ригель замужем, в 1999 году у неё родился сын Бенедикт.

## Результаты выступлений
В одиночном катании
| Соревнования        | 1980 | 1981 |
| ------------------- | ---- | ---- |
| Чемпионаты мира     | 19   |      |
| Чемпионаты Европы   | WD   |      |
| Чемпионаты Германии | 3    | 3    |

В парном катании с А. Нищвицем
| Соревнования        | 1979 | 1980 | 1981 |
| ------------------- | ---- | ---- | ---- |
| Олимпийские игры    |      | 8    |      |
| Чемпионаты мира     | 8    | 5    | 3    |
| Чемпионаты Европы   | 8    | 6    | 2    |
| Чемпионаты Германии | 1    | 1    | 1    |